# Gerry Healy
Pour les articles homonymes, voir Healy (homonymie).
Thomas Gerard Healy, plus connu sous le sobriquet de Gerry, est un homme politique trotskiste irlandais né le 3 décembre 1913 et mort le 14 décembre 1989.
Il est l'un des dirigeants trotskistes les plus controversés, du fait de son comportement à partir de la seconde moitié des années 1970, c'est-à-dire : ses liens avec les régimes « socialistes » de Mouammar Kadhafi et Saddam Hussein, ses méthodes autoritaires et les accusations d'abus sexuel portées contre lui par des militantes de son parti.

## Biographie
En 1937, après avoir quitté le Parti communiste, Gerry Healy participe à la création de la Workers' International League (WIL), dirigée notamment par Ted Grant. Sa période au sein de la WIL sera difficile, il menace plusieurs fois de quitter l'organisation et en sera même exclu avant d'être finalement réintégré.
En 1944, la WIL participe avec l'ensemble des groupes trotskistes de Grande-Bretagne à la création du Revolutionary Communist Party (RCP), Healy fait partie du groupe à ce moment-là. Toutefois, contre l'opinion majoritaire du RCP, il adhère en 1947 au Labour Party pour promouvoir les idées révolutionnaires en son sein avec un groupe de partisans qui prend le nom de The Club. En 1950, la majorité du RCP décide de dissoudre le parti pour rejoindre son groupe.
Le groupe de Healy connaît une importante croissance après la diffusion du rapport Khrouchtchev en 1956, beaucoup de militants communistes désabusés par les mensonges qu'ils y lisent à propos du bienfaiteur de l'humanité venant grossir les rangs du Club. Fort de ces succès, Healy lance en 1959 la Socialist Labour League (SLL), organisation extérieure au Labour Party qui se revendique explicitement du trotskisme. En 1973, au sommet de sa puissance, la SLL se transforme en Workers' Revolutionnary Party (WRP).
Au niveau international, lors de la scission de 1953 au sein de la Quatrième Internationale, il se range du côté de James P. Cannon et de son Comité International de la Quatrième Internationale (CIQI) auquel participe aussi le Français Pierre Lambert. Cependant lorsque Cannon participe à la réunification des deux segments de la Quatrième Internationale en 1963, Healy et Lambert refusent d'y participer et maintiennent un Comité International nettement plus restreint. Healy rompra finalement avec Lambert en 1971 et restera à la tête d'un Comité International encore plus restreint, rassemblant peu de militants en dehors du Royaume-Uni.
Le WRP commence à décliner à partir de 1974, avec le départ d'un groupe de près de 200 militants autour de Alan Thornett. En cause, les méthodes très autoritaires de Healy et sa propension à utiliser des mesures administratives, voire la violence physique, pour faire taire les dissidences à l'intérieur du parti. De plus, le degré d'implication financière et militante exigé des adhérents est très élevé. Au fil des années, le WRP s'isole de plus en plus du reste du mouvement ouvrier tandis que la Militant Tendency menée par Ted Grant finit par supplanter le WRP comme principale organisation trotskiste britannique. Malgré ces difficultés, le WRP continue à pouvoir imprimer un journal quotidien, ce qui pose de plus en plus la question de la provenance des fonds du parti.
Gerry Healy restera le principal dirigeant du Workers' Revolutionary Party jusqu'en 1985, date de son expulsion du parti pour ses relations financières avec les régimes irakien et libyen, espionnage au service de ces deux pays et pour abus sexuels sur plusieurs militantes de son organisation.
Après son expulsion, il fonde avec quelques derniers fidèles le Marxist Party en 1987, petit groupe qui apporte son soutien au dirigeant soviétique Gorbatchev. Healy écrira même que celui-ci était en train de mener une « 
révolution politique » en URSS. Il meurt à l'âge de 76 ans, de mort naturelle.